# Colgorma montana
Colgorma montana är en insektsart som beskrevs av Metcalf och Bruner 1930. Colgorma montana ingår i släktet Colgorma och familjen Tropiduchidae. Inga underarter finns listade i Catalogue of Life.